# Epigrama
Un epigrama és una composició poètica breu que expressa un pensament moral, social o polític, de manera satírica i enginyosa.

## Història
L'epigrama va nàixer a la Grècia clàssica i, com el seu nom indica en grec, era una inscripció («-grama») que es posava damunt (epi-) d'un objecte, que podia ser un exvot, un regal, una estàtua o una tomba; els epigrames sobre les tombes van formar una classe a part i es van denominar epitafi. Així, l'epigrama stricto sensu va passar a designar el poema enginyós caracteritzat per la seva brevetat per a poder passar per rètol o inscripció. La majoria dels epigrames grecs pot trobar-se en l'Antologia palatina. Després dels grecs, van destacar en la composició d'epigrames els romans, singularment Catul i Marc Valeri Marcial.
L'epigrama ha estat conreat amb extraordinari encert dins de la literatura anglosaxona per autors com John Donne, Jonathan Swift, Alexander Pope (creador al segle xviii d'una forma d'apariat epigramàtic) i Oscar Wilde. A França destaquen especialment Voltaire i Nicolas Boileau i a Alemanya, G. I. Lessing. Dins la literatura barroca castellana l'epigrama va ser molt utilitzat per la seva idoneïtat per a l'exhibició cortesana de l'enginy. L'escriptor barroc Baltasar Gracián, en la seva obra de 1648 Agudeza y arte de ingenio (Agudesa i art d'enginy), fa un estudi i antologia d'epigrames escrits en castellà i llatí. Francisco de Quevedo, serà conegut per la singular malevolència i mordacitat dels seus epigrames. Durant el segle xviii el gènere no va decaure, sinó que va prendre una intenció menys cortesana i més educativa i moral. Posteriorment, algunes formes literàries, com l'article breu de premsa, les «greguerías» de Ramón Gómez de la Serna o les capçaleres d'Oliverio Girondo s'apropen al gènere epigramàtic, així com les inscripcions anònimes populars en murs o excusats denominades graffiti o pintades, que des de les ruïnes de Pompeia fins a l'actualitat són una font inestimable sobre l'opinió popular d'una època. De vegades, en la lírica del segle xx pot adoptar un to elegíac, com en el cas de Jaime Gil de Biedma.
L'epigrama també es troba en literatures no occidentals, com la xinesa i japonesa; en aquesta darrera pot dir-se que l'epigrama es troba emparentat amb la forma poètica coneguda com a haiku. Pot aplicar-se el terme a qualsevol aforisme o dita més o menys sentenciosa, i fins i tot a cert tipus de narració hiperbreu.
L'epigrama també ha estat conreat dins la literatura catalana per autors com Guillem de Berguedà, el Rector de Vallfogona, Apel·les Mestres, Pompeu Gener dit «Peius», Josep Maria de Sagarra, Carles Fages de Climent o Maria Mercè Marçal. Alguns dels seus epigrames van assolir una extraordinària popularitat a la seva època. Fages, precisament, que va disfressar molts dels seus epigrames sota el pseudònim de lo Gayter de la Muga dona una excel·lent definició del que és un epigrama:
| « | El meu epigramatari farà somriure tothom excepte el destinatari | » |

En la literatura valenciana del segle xix, van destacar com a autors d'epigrames Constantí Llombart, Andreu Codonyer i Josep Francesc Sanmartín.